# برش نهایی (ترانه)
برش‌نهایی (به انگلیسی: The Final Cut) دهمین آهنگ آلبوم برش نهایی گروه موسیقی پراگرسیو راک پینک فلوید است که در سال ۱۹۸۳ منتشر شد.جملهٔ در "پشت آن دیوار چه‌هاست" با شلیک یک گلوله پوشانده شده است و اشاره‌ای است به آلبوم قبل پینک فلوید دیوار.

## همراهان در ساخت آهنگ
- راجر واترز - خواننده و گیتار بیس،تپ افکت
- دیوید گیلمور - گیتار
- نیک میسن - درام

هنرمندان دیگر
- مایکل کی‌من - هارمونیوم،پیانو